# Ivica Ivandić
Ivica Ivandić (Slavonski Brod, 1965.), vojni pilot, pukovnik Hrvatske vojske. 
Kao pilot Jugoslavenskog ratnog zrakoplovstva, nakon međunarodnog priznanja Republike Hrvatske i na početku Domovinskog rata istodobno s Ivanom Selakom 15. svibnja 1992. s aerodroma Ponikve kod Titovih Užica prelijeće s avionom MiG 21 u Split i doprinosi formiranju lovačke eskadrile Hrvatskog ratnog zrakoplovstva.
Tijekom 1992. godine bio je stacioniran na vojnom aerodromu Ponikve kod Titovih Užica zajedno s Ivanom Selakom. Bili su u pripadnici iste eskadrile i stanovali u istoj zgradi. Ranije planiran prebjeg na hrvatsku stranu ostvarili su u ožujku 1992. godine, prigodom uvježbavanja preleta MiG-ova-21 u sklopu programa obilježavanja »Dana vazduhoplovstva JRZ-a«. Prvi je poletio Ivandić koji je leteći iznad Srbije potrošio znatan dio goriva. Nakon Selakovog uzlijetanja Ivandić je let nastavio prema Splitu, najbližem aerodromu u Hrvatskoj, dok je Selak, koji je imao više goriva, krenuo prema Zagrebu. Obojica su, ovisno o okolnostima, bila spremna sletjeti bilo gdje, »pa i na autoput, samo da je u Hrvatskoj«. Obojica su na kraju sletjela, pukovnik Ivandić na Resnik, a brigadir Selak na Pleso. Za dolazak dvojice pilota u Hrvatskoj znalo je svega par osoba. Nakon slijetanja, u zrakoplovu Ivice Ivandića ostalo je 180 litara goriva.
MiG-21 pukovnika Ivandića je tijekom službe u Hrvatskom ratnom zrakoplovstvu (HRZ) nosio ime Osvetnik Vukovara. Dana 14. rujna 1993. godine njime je upravljao pukovnik Miroslav Peris. Kod mjesta Trepča zrakoplov je oboren pogotkom protuzračne obrane 21. kordunskog korpusa Vojske Republike Srpske, a Peris tom prilikom izgubio život.